# Zoja Alexandrovna Abramova
Zoja Alexandrovna Abramova (rusky Зоя Александровна Абрамова; 19. března 1925 Potepenki – 31. října 2013) byla ruská historička a archeoložka.

## Život
V letech 1946 až 1951 studovala na fakultě historie Leningradské univerzity. Od roku 1952 pracovala v Ústavu pro dějiny hmotné kultury Ruské akademie věd a obhájila práce na témata Paleolitické umění na území SSSR a Zobrazení člověka v paleolitickém umění Eurasie. V roce 1972 získala doktorát z historie a zastávala pozici vedoucího vědeckého pracovníka.
Od roku 1960 studovala paleolit v oblasti Jeniseje, objevila desítky paleolitických památek poblíž nádrže Krasnojarsk. Byly prozkoumány lokality Kokorevo I, Afontova Gora (poblíž vesnice Novoselovo a na řece Tyštyk). V 70. letech provedla archeologický průzkum v Minusinské pánvi, na rozhraní Abakanu a Jeniseje a na dalších místech.
V roce 1980 byly pod jejím vedením poblíž řeky Sudosť provedeny výkopy paleolitického naleziště v Judinovu.